# Lễ hội Khoa học và Nghệ thuật Toruń
Lễ hội Khoa học và Nghệ thuật Toruń là một sự kiện thường niên diễn ra vào tháng 4 hàng năm, được tổ chức bởi Đại học Nicolaus Copernicus Toruń, văn phòng thành phố Toruń và Hiệp hội khoa học ở Toruń. Mục đích của lễ hội là phổ biến kiến thức khoa học và nghệ thuật, cũng như các thành tựu của các nghệ sĩ và các nhà khoa học Toruń đến với cư dân trong vùng.

## Lịch sử
Lễ hội Khoa học và Nghệ thuật Toruń đầu tiên được tổ chức vào ngày 16 đến 19 tháng 2 năm 2001, tuy nhiên đến các năm sau đề được tổ chức vào tháng 4. Lễ hội thường diễn ra trong vòng 4 ngày, thường bắt đầu từ thứ 5 cho đến ngày chủ nhật trong 1 tuần cuối tháng 4. Năm 2010, hai ngày đầu tiên của Lễ hội đã bị hủy bỏ do quốc tang sau thảm họa Smolensk. Năm 2011, một hình thức mới của lễ hội đã được ra măt, lễ khai mạc diễn ra vào ngày thứ Sáu, các sự kiện đã được diễn ra từ thứ bảy đến thứ ba. Trong lễ hội lần này (năm thứ 11) đã có hơn 170 cuộc gặp mặt, thuyết trình, diễn thuyết, thảo luận, tham quan, triển lãm, hội thảo và các cuộc thi cho các nhóm tuổi khác nhau đã được tổ chức. Bên cạnh đó, các hoạt động khác như tham quan bảo tàng, các phòng thí nghiệm khoa học, các thư viện, các trường đại học, học viện cũng đã được tiến hành. Số lượng người xem trong năm 2011 ước tính khoảng hơn 30.000. Các năm sau đó, ban tổ chức đã tạo ra nhiều hình thức hấp dẫn, thu hút người tham quan, và cũng đã ghi nhận số lượng người tham gia tăng đáng kế.